# Bonne av Berry
Bonne av Berry, född 1367, död 1435, var grevinna av Savojen 1383-1391 som gift med greve Amadeus VII av Savojen. Hon hävdade sin rätt att vara förmyndarregent för sin son Amadeus VIII av Savojen mellan 1391 och 1393, men tvingades ge upp denna rätt till sin svärmor Bonne av Bourbon. 